# Itaspiella helgolandica
Itaspiella helgolandica är en plattmaskart som först beskrevs av Meixner 1938, och fick sitt nu gällande namn av Sopott 1972. Itaspiella helgolandica ingår i släktet Itaspiella och familjen Otoplanidae. Arten är reproducerande i Sverige.

## Underarter
Arten delas in i följande underarter:
- I. h. magna
- I. h. helgolandica